# David Toscana
David Toscana (Monterrey, 1961) é um escritor contemporâneo mexicano. Os seus livros, para além de se envolverem em meros contos ou histórias, exploram o mundo social e temas mais reais.
Considerado um dos escritores mais originais da década de 90, publicou vários livros, entre os quais As bicicletas, de 1992, Estación Tula, de 1995, Santa Maria do Circo, de 1998, Duelo por Miguel Pruneda, de 2002 e O último leitor, de 2005), além do livro de contos Lontananza, editado em 1997. 
No Brasil, pela editora Casa da Palavra, lançou O último leitor em 2005 e Santa Maria do Circo em 2006. No primeiro, conta a história de um bibliotecário que, mesmo sem ter o que comer, segue selecionando os livros da biblioteca municipal, ora «condenando-os ao inferno dos maus livros», ora «absolvendo-os». Já no segundo, trata com humor e ironia das vicissitudes sociais, notadamente as máscaras que cada um veste aquando do convívio com as outras pessoas. Assim, conta a história de uma trupe de circo que, no seco interior do México, desértico, acaba por fundar uma cidade e, a partir de então, dividir as tarefas destinadas a cada um novos cidadãos.

## Obras
- Las bicicletas (1992)
- Estación Tula (1995)
- Historias del Lontananza [(colectãnea de contos)(1997)]
- Santa María del Circo (1998)
- Duelo por Miguel Pruneda (2002)
- El último lector (2005)
- O Exército Iluminado - no original El ejército iluminado (2006) - Prémio Casa de las Américas de Narrativa (2008)
- Los puentes de Königsberg (2009)
- La ciudad que el diablo se llevó (2012)